# Primeiro Cerco Otomano a Viena
O Primeiro Cerco Otomano a Viena foi o clímax das guerras entre o Império Otomano e os estados cristãos da Europa. Aconteceu entre 27 de setembro a 14 de outubro de 1529 e fez parte das guerras habsburgo-otomanas. As tropas otomanas sob o comando do sultão Solimão, o Magnífico, cercaram Viena, que era então a capital das terras hereditárias dos Habsburgos e uma das maiores cidades da Europa Central. Apoiados por outras tropas do Sacro Império Romano, os defensores foram capazes de se manter. É considerada a batalha que finalmente deteve as forças turcas que eram tidas como imbatíveis.

## Antecedentes
Com a captura de Adrianópolis na década de 1360 e as vitórias nas batalhas de Maritsa em 1371, do Kosovo em 1389, de Nicópolis em 1396, e novamente no Kosovo em 1448, os otomanos provaram ser uma importante potência militar em solo europeu. Eles foram capazes de subjugar grandes partes da Península Balcânica e consolidar, expandir e defender seu domínio na região. Depois que conquistaram Constantinopla, a capital do Império Bizantino, em 1453, o seu desejo de expansão os trouxeram rapidamente a mais áreas da Península Balcânica e se tornaram uma ameaça permanente para os estados ocidentais.
Sob o sultão Solimão, que governava desde 1520, o Reino da Hungria tornou-se o alvo seguinte da política de expansão otomana. Em 1521 Solimão conseguiu conquistar Belgrado, que então fazia parte da Hungria. Em 1526, ele obteve sua vitória decisiva em Mohács sobre o rei húngaro Luís II, que caiu em batalha. Com base em um contrato de herança celebrado em 1515, Fernando, arquiduque da Áustria, mais tarde imperador romano-germânico, reivindicou a Boêmia e a Hungria. Na Dieta de Tokaj em 16 de outubro de 1526, parte da nobreza húngara elegeu o voivoda da Transilvânia, João Zápolya, para ser o rei húngaro. Fernando também foi eleito rei da Hungria em 17 de dezembro de 1526. Zápolya colocou-se sob a proteção do Império Otomano em 1528 e recebeu apoio militar contra seu rival, que inicialmente tinha a vantagem na disputa pelo trono. Em meados de 1529, o sultão Solimão mudou-se para a Hungria à frente de um grande exército e instalou o rei João no trono húngaro em Buda ocupada. A Hungria tornou-se um Estado satélite otomano de fato. Após esse sucesso, o sultão conduziu seu exército mais para o noroeste e avançou via Komorn e Bratislava rumo a Viena, local alcançada pelas tropas otomanas em setembro. Se o objetivo era realmente conquistar a "Maçã de Ouro", como os otomanos chamavam Viena na época, ou se era apenas uma demonstração da força de Solimão ao exibir sua influência sobre a Hungria, ainda hoje é questionado pelos historiadores.
Naquela época, as forças militares dos Habsburgos estavam em grande parte alocadas na Itália, onde o imperador Carlos V lutou pela supremacia europeia em longas guerras contra a Casa de Valois. O arquiduque Fernando, portanto, tentou retardar o avanço otomano com ofertas de paz e prometeu ao sultão e aos grandes de seu império presentes regulares. Na Dieta de Speyer em abril de 1529, com descrições detalhadas das atrocidades supostamente perpetradas pelos otomanos na Hungria ocupada, ele conseguiu persuadir ao estado imperial a lhe fornecer dinheiro e tropas para a defesa, embora não o esperado. No entanto, ele não recebeu autorização desejada pelo arquiduque para recapturar a Hungria, e os guerreiros pagos com o dinheiro concedido pelo império, não foram autorizados a cruzar a fronteira. Frederico II, Eleitor Palatino foi nomeado seu comandante.

## História

### Início

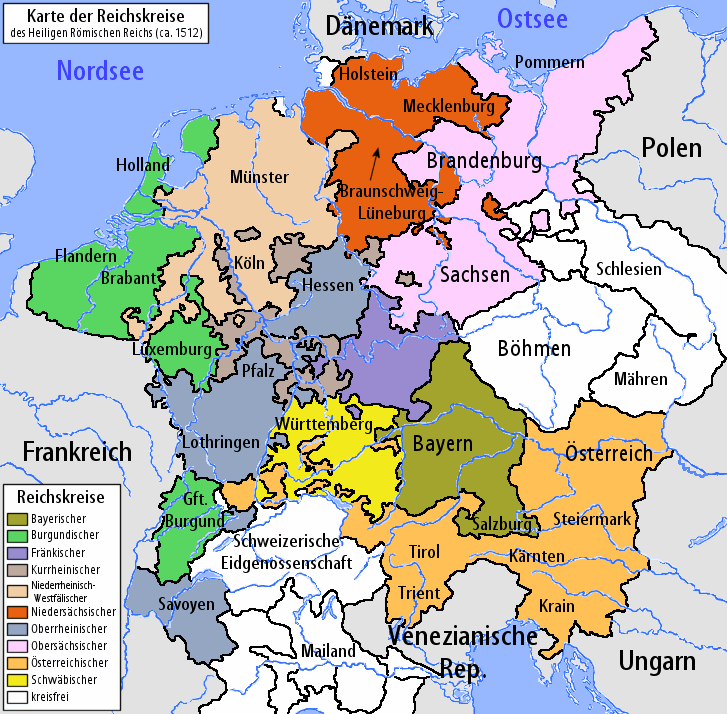
O Sacro Império Romano, adversário dos Otomanos, por volta de 1512; legendas em alemão

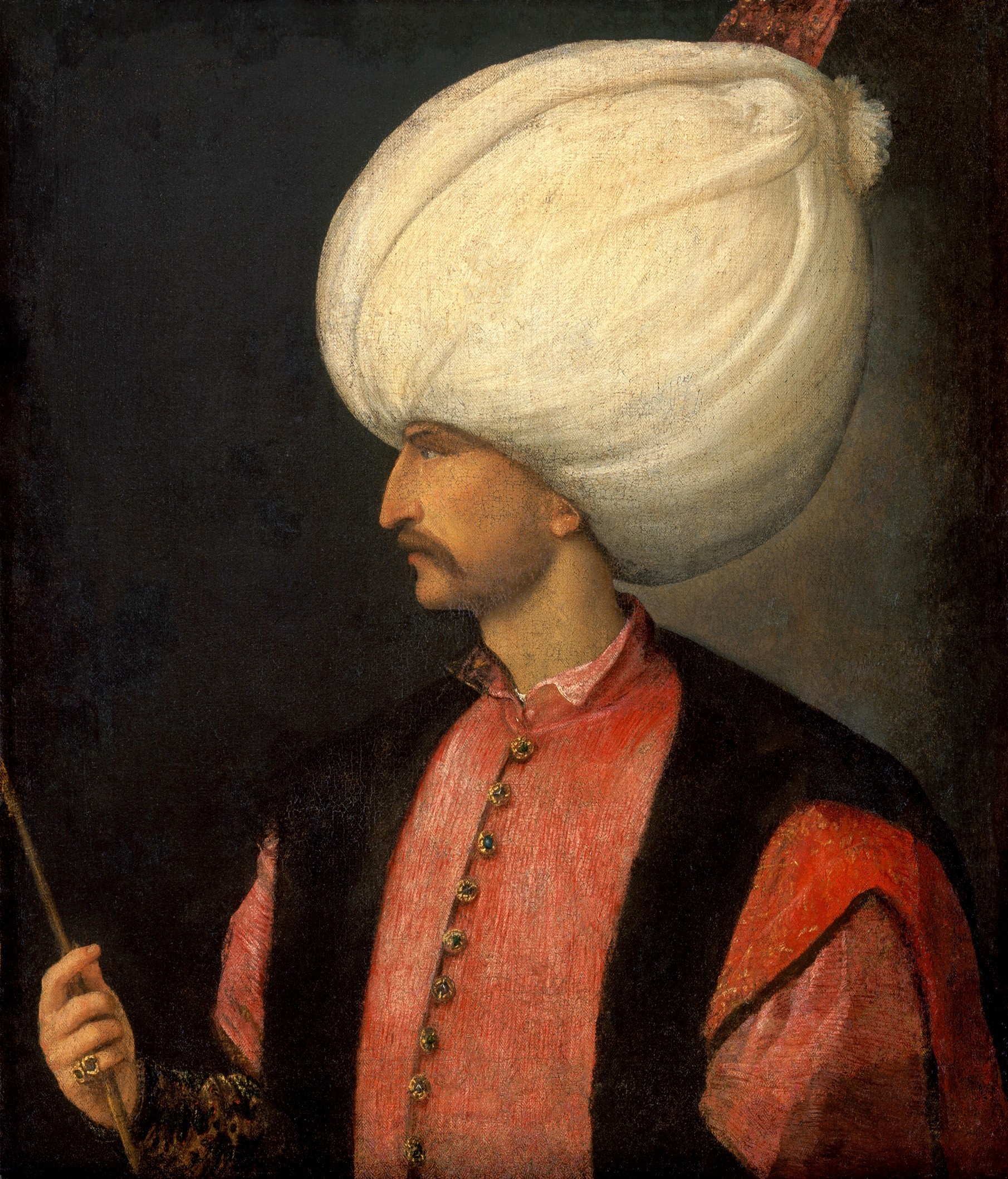
Sultão Solimão I, artista desconhecido do círculo de Ticiano, Viena, Museu de Arte Histórica

Solimão I partiu de Constantinopla com um grande exército em 10 de abril de 1529. No caminho pelo sudeste da Europa, seu exército cresceu juntando-se a numerosas guarnições, incluindo guerreiros húngaros. O avanço pela Hungria foi retardado porque não havia rede rodoviária e as fortes chuvas amoleceram o solo. Em setembro, os arautos desse exército apareceram nas proximidades de Viena, uma força de cerca de 20 mil akıncı. Esta cavalaria ligeira não remunerada geralmente precedia o exército regular saqueando, escravizando, estuprando e assassinando e tinha o objetivo de amedrontar a população local.
Um grande número de cidadãos vienenses fugiu em 17 de setembro, incluindo sete dos doze membros do conselho municipal. Restaram apenas o prefeito Wolfgang Treu, o juiz da cidade Pernfuß e três outros vereadores. Dos mais de 3,5 mil cidadãos armados da milícia da cidade, apenas 300 a 400 permaneceram para trás. No entanto, muitos refugiados caíram nas mãos dos Akıncı em seu caminho para um território supostamente seguro.
Viena foi defendida pela guarnição da cidade, pelos remanescentes da milícia da cidade e vários milhares de mercenários alemães (lansquenetes) e espanhóis, incluindo uma centena de cavaleiros blindados sob o comando do conde Palatino Filipe, que chegou pouco antes do fechamento do cerco. As tropas do Reich enviadas pelo Reichstag, um total de 1,6 mil cavaleiros, chegaram tarde demais e pararam em Krems, no Danúbio.  No total, os defensores da cidade conseguiram reunir cerca de 17 mil soldados.  Os lansquenetes estavam armados com lanças e arcabuzes e se familiarizaram com táticas militares durante as guerras italianas. No entanto, a superioridade numérica dos sitiantes era considerável, e o valor protetor da muralha da cidade de Viena, construída no século XIII, era insuficiente.
Em 23 de setembro, os otomanos avistaram a cidade, que foi completamente fechada em 27 de setembro. Sua força armada era composta por cerca de 150 mil pessoas, algumas das quais faziam parte da comitiva do Sultão Solimão. A parte combativa do exército compreendia cerca de 80 mil soldados otomanos e 15 a 18 mil soldados dos estados vassalos otomanos da Moldávia e da Sérvia. Além de vários cavaleiros (sipahis), quase 20 mil janízaross formavam a força central. As condições das estradas húngaras impediram que mais de duas artilharia de cerco pesada (Balyemez / بال يماﺯ) fossem transportadas de Belgrado ou Ofen para Viena, de modo que apenas 300 canhões mais leves foram transportados. No caminho, os otomanos também usaram cerca de 22 mil camelos como animais de carga. O grão-vizir Ibrahim Paxá foi o responsável pela gestão tática do cerco.
O conde Palatino Filipe desempenhou um papel essencial na defesa da cidade de Viena como comandante-chefe dos dois regimentos de tropas imperiais da cidade. Na defesa, ele comandou a área da muralha da Torre Vermelha ao Bastião Kärntnertor. Desde o século XIX, por razões patrióticas, as conquistas dos cidadãos vienenses e do conde Nicolau de Salm foram progressivamente destacado em primeiro plano, enquanto a parte de Filipe foi esquecida.
Nicolau de Salm e o mestre da corte Wilhelm von Roggendorf fizeram com que as muralhas da cidade fossem reforçadas com fortificações de terra e todos os portões, exceto um, murados. Os sinos das igrejas foram desligados e os 28 barcos da flotilha do Danúbio foram queimados porque sua tripulação havia fugido e eles não deveriam cair nas mãos dos otomanos. Eles também supervisionaram o posicionamento dos 72 canhões disponíveis para defender a cidade. Todos os prédios localizados fora das muralhas da cidade foram demolidos para permitir um campo de fogo livre e impedir que os atacantes tivessem oportunidade de cobertura. No entanto, isso aconteceu tarde demais e de forma incompleta, de modo que os otomanos encontraram esconderijos suficientes. Em 27 de setembro, Solimão enviou à cidade uma delegação com dois cavaleiros cativos, o que sugeriu a rendição vienense e, neste caso, garantiu-lhes a economia da guarnição e da população. Se eles se recusarem a se render, o exército otomano invadiria a cidade. Sem responder ao seu pedido, os negociadores enviaram os presos de volta ao acampamento.

### Batalha no escuro e assaltos otomanos
O plano de Ibrahim Paxá era abrir um túnel pelo Bastião Kärntnertor, que lhe parecia o ponto mais fraco das fortificações da cidade, e alvejar o mesmo. Solimão aprovou o projeto em 1 de outubro a artilharia otomana (Topçu) abriu fogo. Como não tinha canhões pesados, o efeito esperado não se materializou. Isso foi seguido por tentativas de abrir túneis pelas muralhas da cidade de Viena, enquanto os canhões disparavam para distrair a atenção. Depois que um desertor cristão comunicou os planos dos sitiantes aos defensores de Viena, tinas de água foram instaladas nas casas perto da muralha da cidade para identificar com antecedência as escavações inimigas. As ondas visíveis da água sinalizaram a aproximação subterrânea dos otomanos. A guarnição da cidade, reforçada por mineiros tiroleses, cavou para enfrentá-los e, depois de um tempo, os mineiros otomanos foram encontrados. Batalhas subterrâneas eclodiram em que armas de fogo dificilmente poderiam ser usadas, já que os mineiros carregavam barris de pólvora com eles para cumprir sua missão. Nestes conflitos, os melhores defensores blindados ganharam a vantagem depois de um tempo, mas nem todas as minas otomanas puderam ser descobertas. Os atacantes explodiram várias brechas na muralha da cidade vienense, o que levou a uma luta feroz. Os defensores ergueram paliçadas atrás das brechas, cavaram trincheiras e formaram densas formações de piqueiros e arcabuzes, contra os quais os janízaros pouco podiam fazer.
Em 12 de outubro, os otomanos abriram uma brecha particularmente grande na muralha da cidade de Viena ("Ruptura de Solimão"), que foi seguida pelo maior ataque otomano até o momento. Mesmo nessas batalhas, as tropas de assalto não conseguiram prevalecer e perderam 1,2 mil janízaros sozinhos. Mais tarde naquela noite, Solimão convocou um conselho de guerra em seu acampamento. A situação dos suprimentos para o exército otomano estava critica, visto que além das rotas de abastecimento serem prejudicadas pelas condições das ruas, os saques realizados pelos Akıncı também cobraram seu preço. Além disso, o início do inverno era iminente, o que excluía um cerco mais longo. Os janízaros expressaram seu descontentamento com o sultão, ao que puderam ser persuadidos por Solimão com a garantia de uma grande recompensa para realizar um ataque final antes que o cerco fosse cancelado devido às condições climáticas. Em 14 de outubro, os otomanos explodiram uma brecha no Kärntnertor, mas os escombros caíram para fora, tornando a invasão extremamente perigosa. Novamente os piqueiros dos defensores enfrentaram os janízaros em formação cerrada, de modo que eles tiveram que se retirar novamente com pesadas perdas.

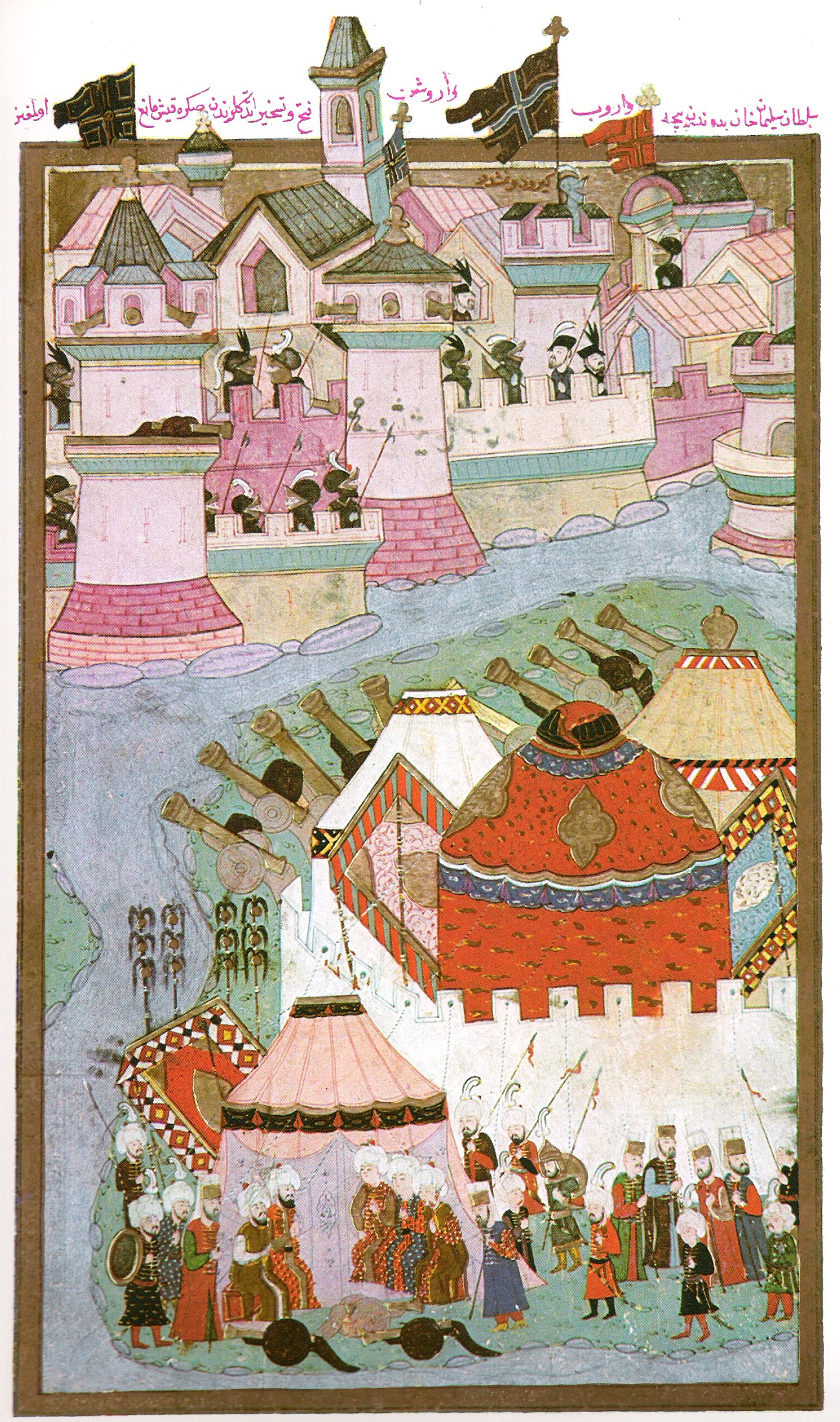
A situação do divã otomano: a retirada já foi decidida, os canhões silenciam e o sultão partiu (miniatura otomana do século XVI)

### Retirada
A importância de romper o cerco pelos otomanos é controversa na literatura. O historiador militar americano Paul K. Davis vê isso como um sinal claro de derrota. O medievalista de Leipzig Klaus-Peter Matschke, por outro lado, acredita que apesar das quase 20 mil mortes que deveriam ser lamentadas do lado otomano, o sultão não viu o resultado como uma derrota. Ele não culpou o grão-vizir ou os oficiais comandantes, pelo contrário. No diário da campanha está anotado: "Todos os Beis receberam um manto pomposo e foram autorizados a beijar a mão". Os historiadores otomanos até retrataram o cerco como um sucesso e deram a situação do tempo como o principal motivo para a retirada: "O sultão Solimão Chan chegou a Viena vindo de Ofen; depois de ter conquistado e subjugado o subúrbio, ele voltou por causa do inverno obstrutivo."
Na noite de 15 de outubro, começou a retirada. As tropas deixaram para trás tudo o que os impedia de se retirarem.
Em Viena, por outro lado, os sinos tocaram pela primeira vez em quase três semanas, e um Te Deum foi rezado na Catedral de Santo Estêvão. Os mercenários das tropas do Reich que ainda haviam chegado amotinaram-se fora de Viena porque não receberam o pagamento exigido, apesar de sua inatividade. O Frederico II, Eleitor Palatino e suas tropas nem mesmo pensaram em perseguir o exército otomano em retirada como a cavalaria leve do líder mercenário Hans Katzianer já tinha feito, também porque estavam proibidos de cruzar as fronteiras imperiais. Para eles, tratava-se de dinheiro: só depois de duas semanas de negociações os mercenários, que haviam até ameaçado invadir e saquear Viena, foram persuadidos a aceitar um pagamento menor. Algumas tropas imperiais sob o comando de Nicolau de Salm e o mestre da corte Wilhelm von Roggendorf protegeram a fronteira oriental ocupando Ödenburg, Mosonmagyaróvár, Bruck an der Leitha, Hainburg an der Donau e Pressburg. Em maio de 1530, o conde Nicolau de Salm morreu devido a um ferimento sofrido enquanto defendia a cidade. Fernando doou para ele um altar renascentista, que pode ser visto hoje no batistério da Igreja Votiva de Viena, concluído em 1853.

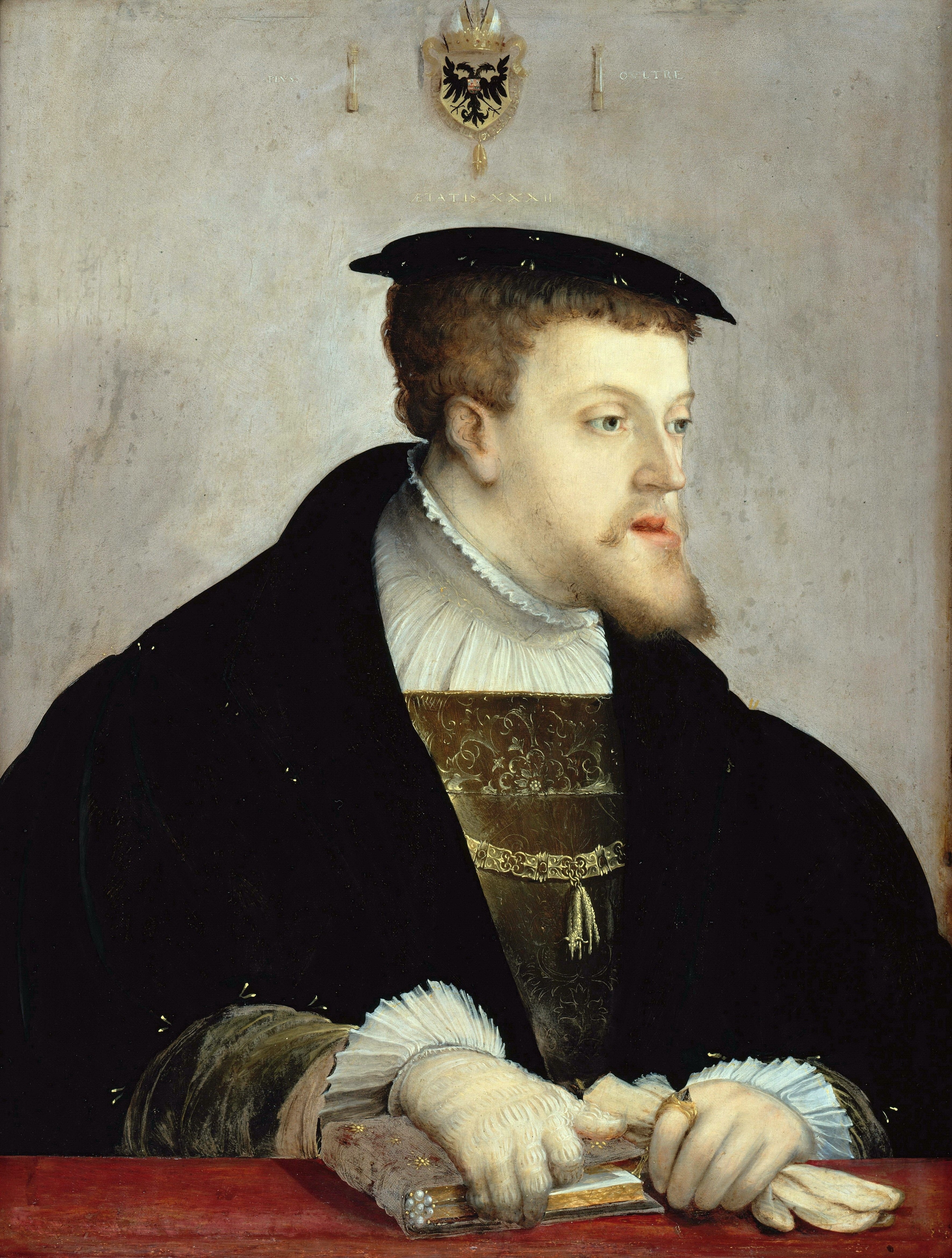
Imperador Carlos V, Rei da Espanha, em um retrato de Christoph Amberger, por volta de 1532

## Consequências
A retirada dos otomanos trouxe segurança à capital dos Habsburgos por mais de 150 anos. O sultão Solimão fez uma segunda tentativa de conquistar Viena em 1532, mas desta vez os defensores estavam mais bem preparados: as tropas de Solimão foram repelidas e derrotadas na batalha em Fahrawald. O imperador Carlos V chegou a um acordo em tempo útil com os Estados Protestantes durante a "Paz Religiosa de Nuremberg" e, portanto, foi capaz de conter os invasores com um exército de aproximadamente 80 mil homens. Além das tropas imperiais, também estiveram representados soldados das partes não alemãs de seu império, provenientes da Espanha, Itália e Holanda. As tropas otomanas, portanto, não ousaram avançar para Viena, mas em vez disso, após o cerco malsucedido de Güns, saquearam a Estíria. Em 1533, ambas as partes assinaram um tratado de paz que dividiu a Hungria: Os Habsburgos mantiveram a chamada Hungria Real, o resto teve que ser cedido ao Império Otomano.
O primeiro e o segundo cerco turco a Viena em 1683 marcaram estrategicamente e logisticamente o limite extremo das capacidades operacionais otomanas e o momento da maior "ameaça turca".

## Recepção
O cerco de Viena foi seguido com grande atenção por toda a Europa. Relatos orais de testemunhas oculares, bem como folhetos e impressos encadernados, assim como impressos e canções desempenharam um papel importante. Já em 1529, uma crônica do Conselheiro da Corte Imperial Peter Stern von Labach foi publicada, na qual as atrocidades dos Akıncı são descritas várias vezes de forma drástica.

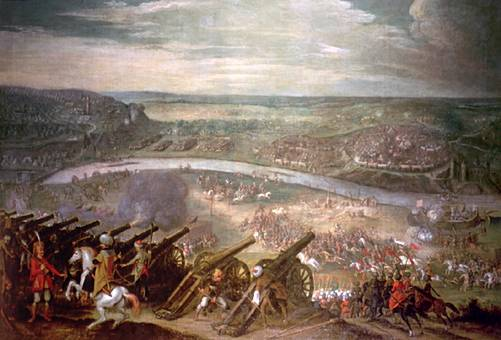
O Cerco de Viena, 1529, de Pieter Snayers

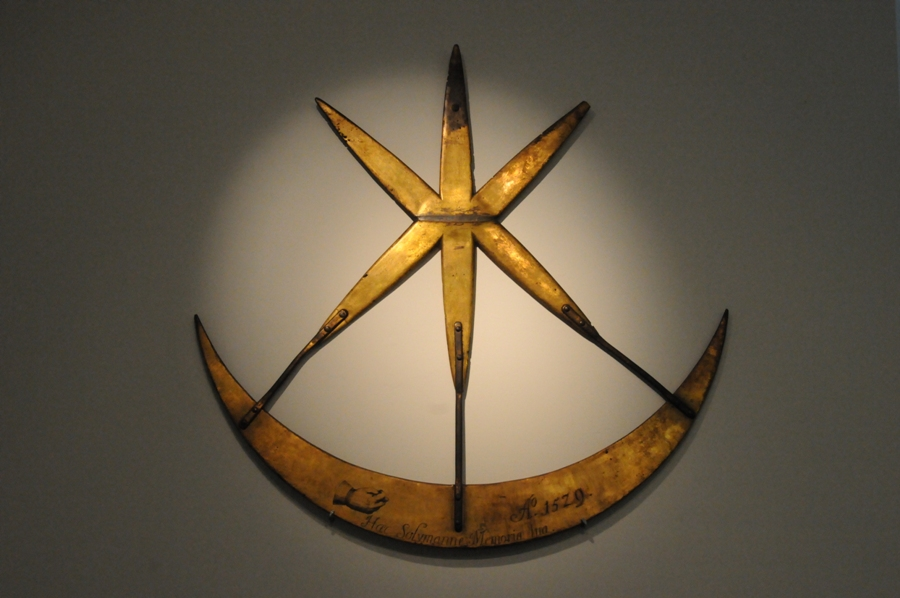
Cata-vento da torre sul da Catedral de Santo Estêvão, agora no Museu de Viena

Essas “histórias de terror” foram um dos Topos que determinaram posteriormente a avaliação cristã dos “turcos”, como eram chamados os atacantes otomanos na Europa. Eles também desempenham um papel na autoavaliação otomana, conforme refletido nos contos populares turcos. O retrato estereotipado de Solimão I como um “tirano cruel e inimigo hereditário dos vales cristãos” desempenhou um papel nesta imagem, que foi amplamente impressa no século XVII.
Martinho Lutero dedicou dois tratados aos acontecimentos em que descreve os turcos como “a vara e a praga de Deus”, que se deve “tirar Deus das mãos” pelo arrependimento, mas também pela guerra. Ao mesmo tempo, porém, de acordo com sua doutrina dos dois reinos, ele se opôs estritamente ao exagero religioso da guerra e às ideias da cruzada. A notícia do fim do cerco se espalhou rapidamente e foi recebida com grande alívio por toda a Europa cristã. A imagem de quase invencíveis dos otomanos foi quebrada pela primeira vez. A ameaça dos muçulmanos e a vitória foram retratadas em histórias e obras de belas artes, algumas das quais foram decoradas com imaginação, por exemplo, no panorama da batalha em grande formato de Pieter Snayers (1592–1676).
Embora o mito da luta heroica dos vienenses nas muralhas e no subsolo tenha sido ofuscado nos séculos posteriores pelo segundo cerco de Viena pelos turcos em 1683, a memória do perigo de 1529 ainda estava viva no século XVII.